# Robert Regel
Robert Edouardovitch Regel (en russe: Ро́берт Эдуа́рдович Ре́гель; en allemand: Robert Eduardowitsch Regel), né le 15 (27) avril 1867 à Saint-Pétersbourg et mort le 20 janvier 1920 à Petrograd, est un botaniste russe d'ascendance allemande, fils du directeur du jardin botanique de Saint-Pétersbourg, Eduard von Regel. Il a publié plus d'une centaine de travaux.

## Carrière
Robert Regel termine en 1888 ses études de sciences naturelles à l'université de Saint-Pétersbourg avec le grade de doctorant, ses professeurs ayant été notamment Beketov ou Famintsyne. Il étudie à partir de 1890 à l'école supérieure de jardinage de Potsdam où il suit des cours d'Engler et d'Ascherson et en sort avec un diplôme d'ingénieur des jardins (et plus tard de docteur). C'est le premier ingénieur de cette spécialité en Russie. Il est ensuite Privatdozent de l'université de Saint-Pétersbourg de 1893 à 1897 dont il est habilité en 1894. Il rassemble une collection d'espèces d'orges de toutes les provinces de Russie qu'il étudie. Sa thèse qu'il soutient en 1909 porte sur les espèces d'orges à la barbe lisse, première thèse en russe de botanique appliquée.
Robert Regel s'intéresse avant tout aux plantes locales qui sont exploitées en agriculture et aux espèces de plantes sauvages qui peuvent être adaptées à la culture.
Robert Regel collabore au bureau de botanique (aujourd'hui institut Vavilov), puis le dirige de 1904 à 1919. Il est membre du comité scientifique du ministère de l'Agriculture. Il fuit Petrograd à l'été 1919 avec sa famille à la campagne et il y meurt du typhus pendant la guerre civile russe.

## Quelques publications
- (fr) Les orges cultivées de l’Empire russe, Milan, 1906, P. I-V; 1-39 (Section agraire russe à l’exposition internationale de Milan, 1906. Départ. de l’Agr.)

## Source
- (de) Cet article est partiellement ou en totalité issu de l’article de Wikipédia en allemand intitulé « Robert Eduardowitsch Regel » (voir la liste des auteurs).

R.E.Regel est l’abréviation botanique standard de Robert Regel.
Consulter la liste des abréviations d'auteur en botanique ou la liste des plantes assignées à cet auteur par l'IPNI, la liste des champignons assignés par MycoBank, la liste des algues assignées par l'AlgaeBase et la liste des fossiles assignés à cet auteur par l'IFPNI.